# Paul Pârvulescu
Paul Ovidiu Pârvulescu (n. 11 august 1988, Mediaș, Sibiu, România) este un fotbalist român retras din activitate, care a jucat pe post de mijlocaș la echipe ca Gaz Metan, Steaua București și Academica Clinceni. Pe plan internațional, are prezențe la națională pentru România Sub-21. După încheierea carierei, a devenit antrenor, și antrenează în prezent pe CS Inter Ilfov. A jucat la FC Steaua București, pe posturile de fundaș și mijlocaș stânga, marcând două goluri și oferind trei pase de gol pentru formația roș-albastră. Deși curtat intens de Dinamo în perioada de transferuri, clubul de fotbal Steaua București l-a transferat pe data de 4 ianuarie 2012 plătind în schimbul lui un milion de euro. Pârvulescu a marcat un gol de generic în partida cu Astra din Ghencea, în sezonul 2011-2012, comparat cu golul lui Hagi din partida cu Columbia. Cu acest gol Pârvulescu l-a cucerit pe Becali. A sărutat stema Stelei, împăcându-i astfel și pe fani, supărați după ce Pârvulescu a pozat în tricoul lui Dinamo. Pârvulescu este o rezervă a  Stelei.

## Titluri
Steaua București
- Liga I (1): 2012-2013[7], 2013–2014, 2014–2015
  - Cupa României: 2014-15
  - Supercupa României: 2013
  - Cupa Ligii: 2014-2015